# Yui Ohashi
Yui Ohashi (japansk:大橋 悠依) (født 18. oktober 1995) er en japansk konkurrencesvømmer som har specialiseret sig i medley-konkurrencerne.
Hun var den første japanske kvinde der svømmede under 2.08 i 200 meter individuelt medley ved VM i svømning 2017 og vandt sølv med en ny national rekord på 2.07,91.
Ohashi kvalificerede sig til at repræsentere Japan under Sommer-OL 2020. Hun blev olympisk mester i både 200 meter og 400 meter individuelt medley på hjemmebane under Sommer-OL 2020 i Tokyo.

## Eksterne henvisininger
- Yui Ohashis profil på Olympics.com (engelsk)
- Yui Ohashis profil på Olympedia (engelsk)
- Yui Ohashis profil hos FINA (engelsk)
- Yui Ohashis profil på swimrankings.net (engelsk)